# منطقه ۱۰ پاریس
منطقه دهم پاریس (به فرانسوی: 10e arrondissement de Paris) یک سکونتگاه مسکونی در فرانسه است که در پاریس و در سمت راست ساحل رود سن واقع شده‌است. یکی از مناطقی بود که حملات نوامبر ۲۰۱۵ در آن اتفاق افتاد که منجر به کشته شدن ۱۳۲ نفر شد.

## خصوصیات
منطقه دهم پاریس ۲٫۸۹ کیلومترمربع مساحت و ۸۹٬۶۱۲ نفر جمعیت دارد.

## نگارخانه

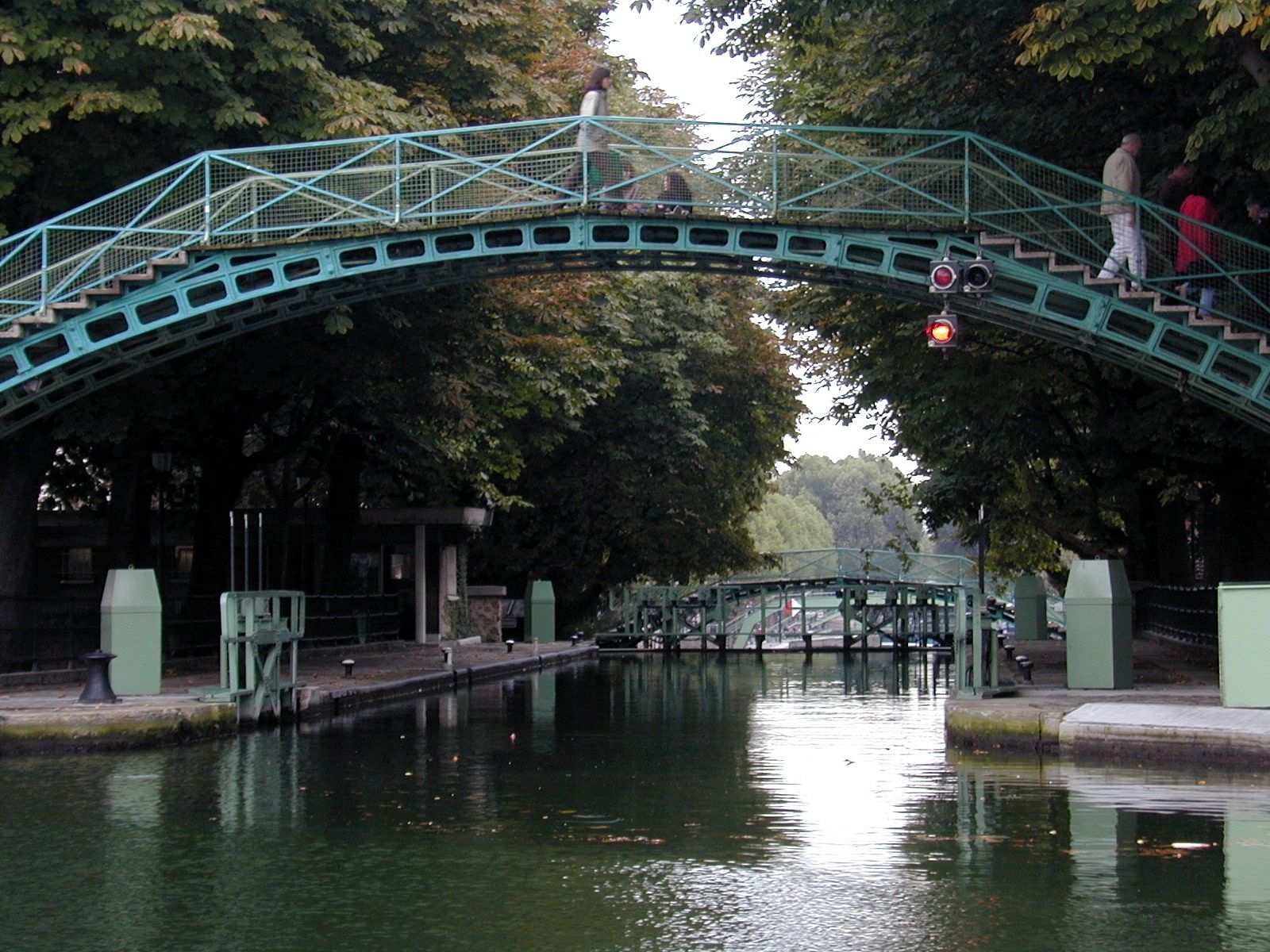
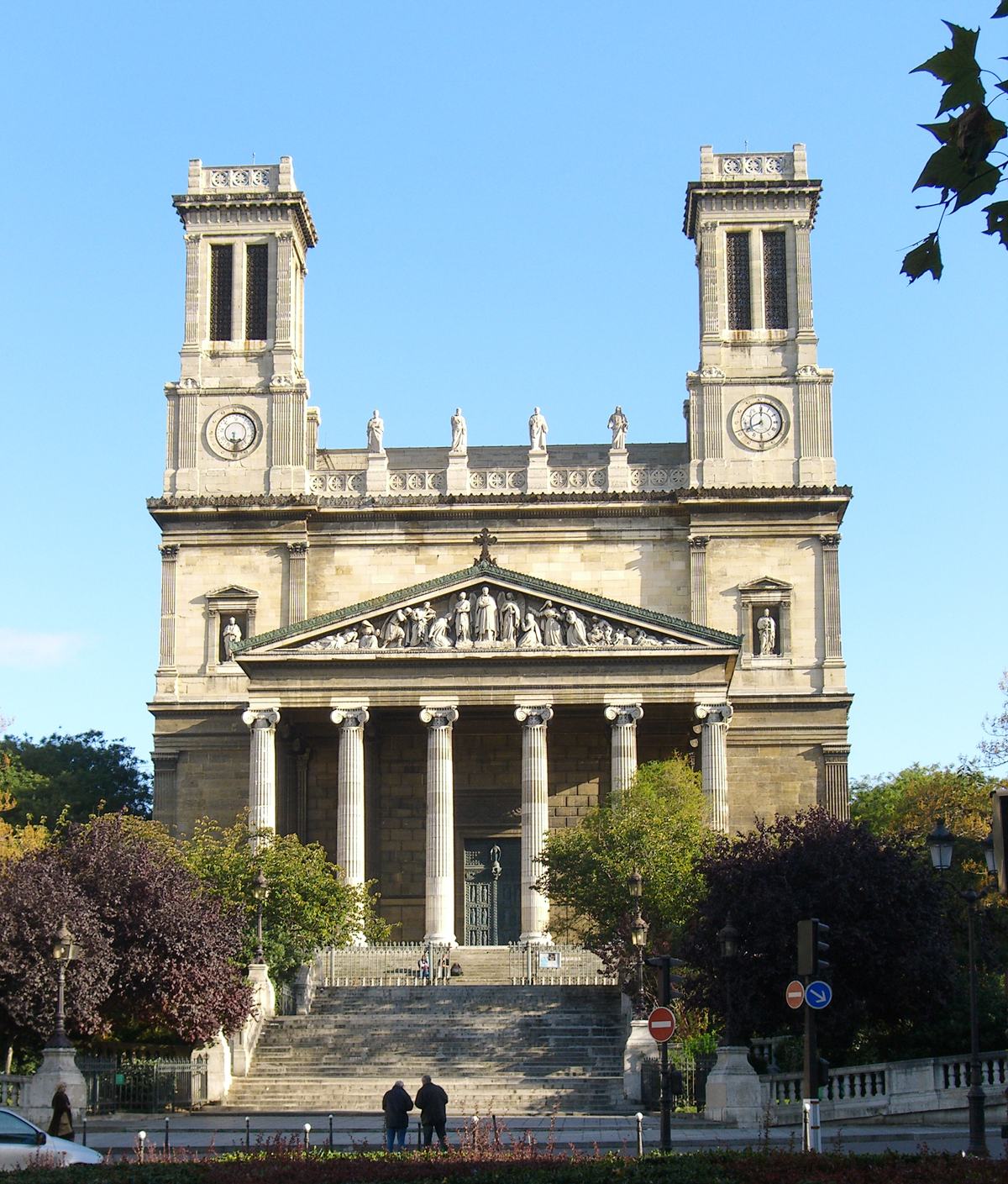
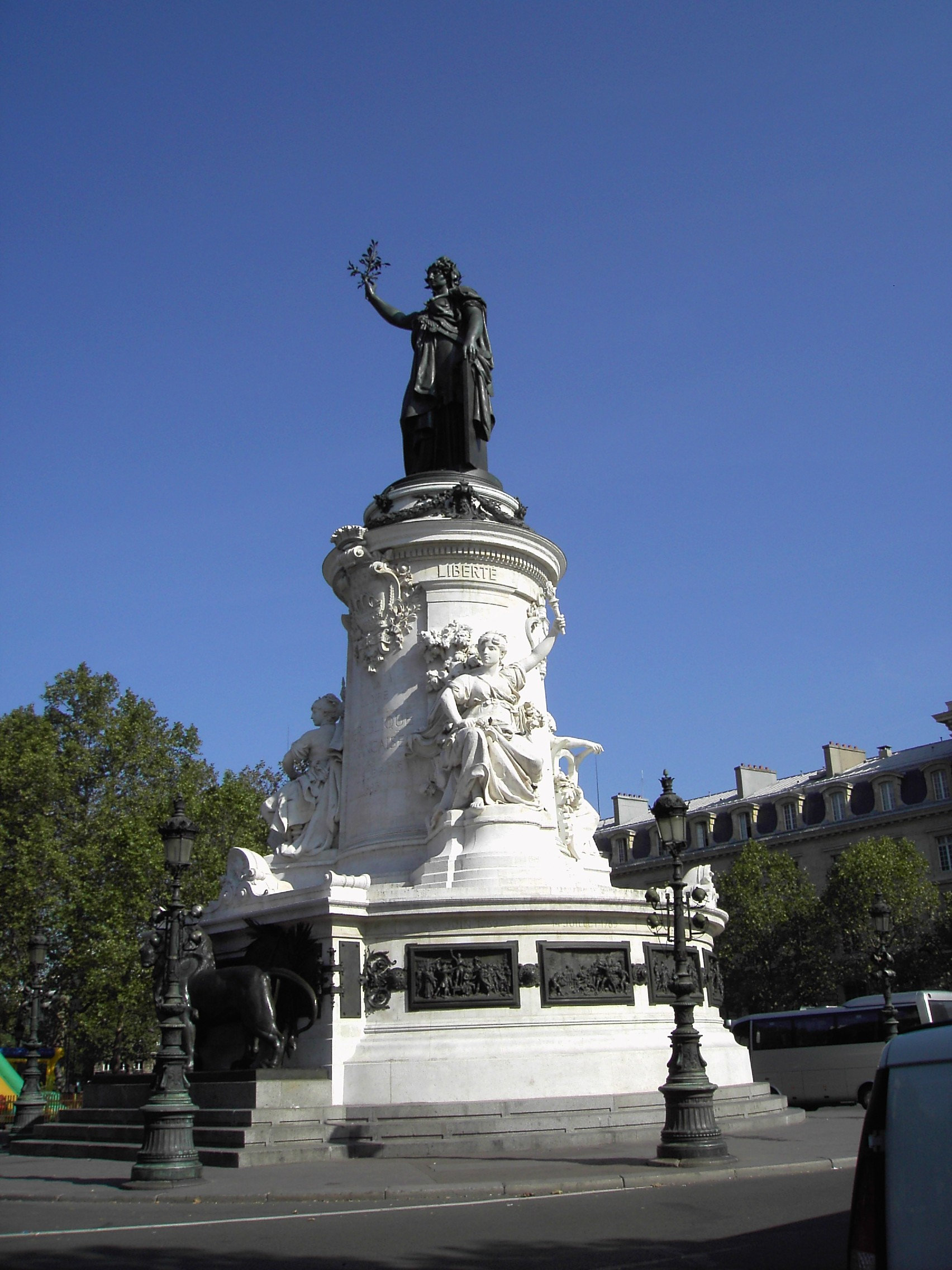
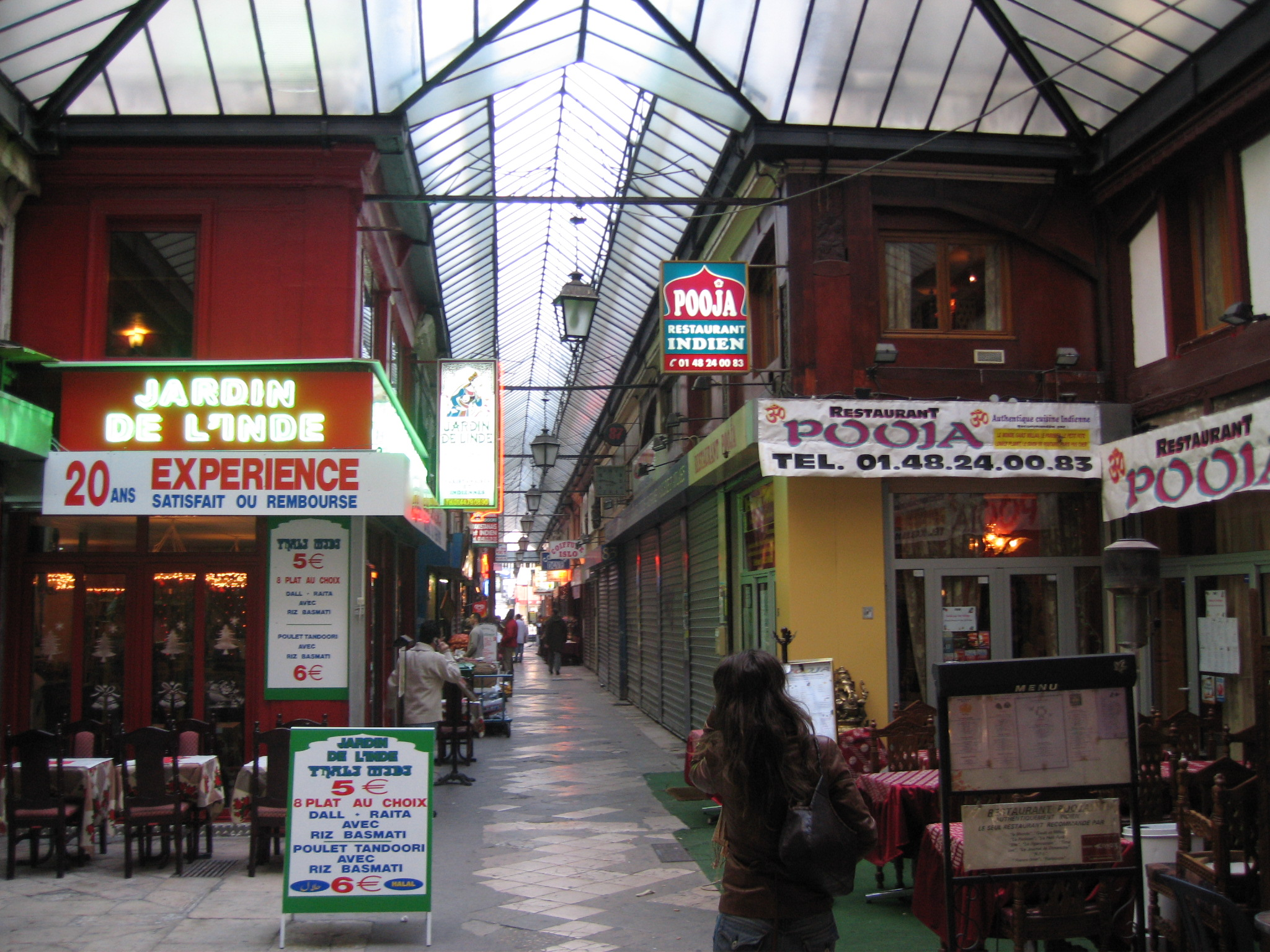
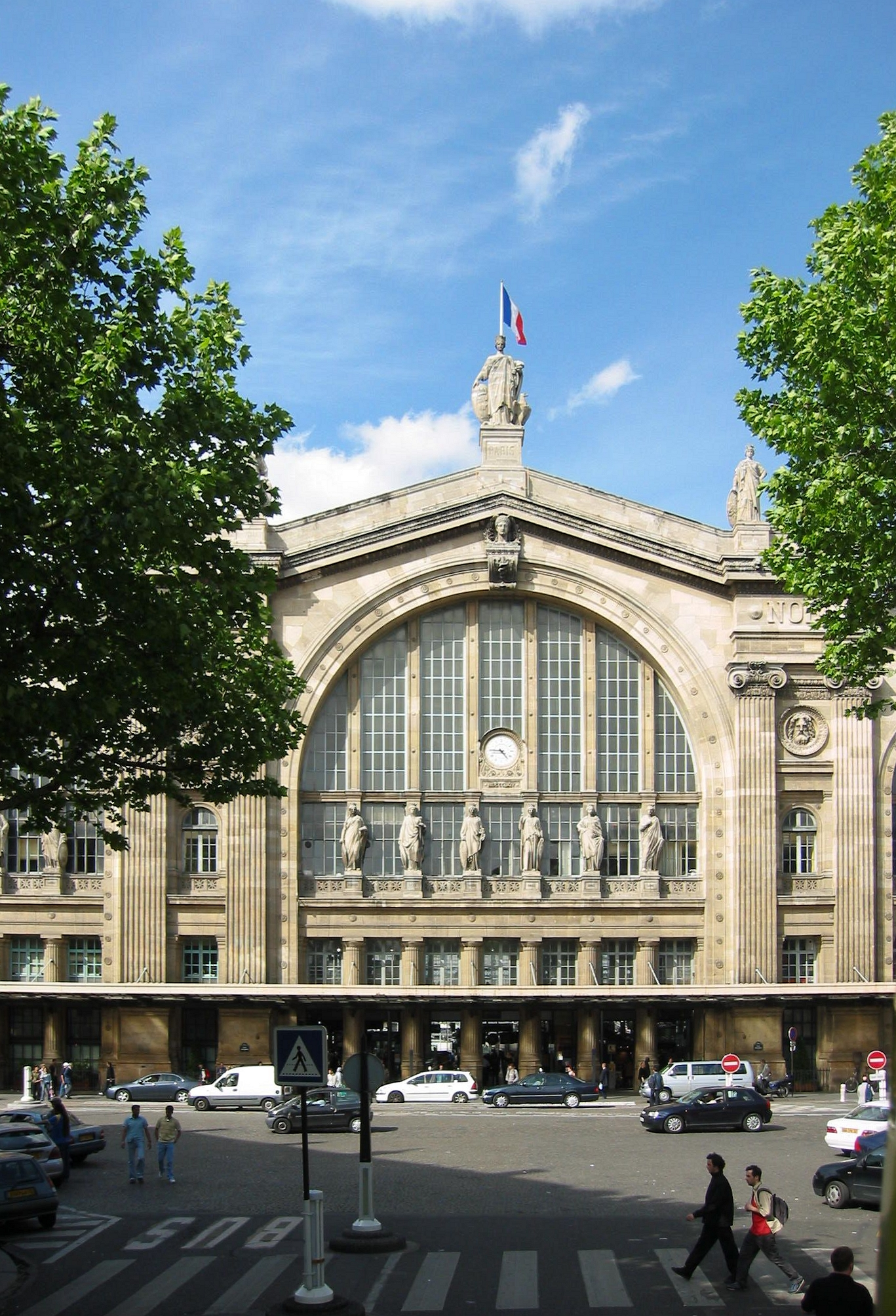